# Antonio Cristofori
Antonio Cristofori, auch Antonio Christofori (* 23. Juni 1701 in Verona; † 10. August 1737 in Eisenach), war ein italienischer Maler und Musiker. 

## Leben
Christoforis Vater Francesco war ein veronesischer Spezerei-Händler. Weitere Details aus seiner Jugend liegen im Dunkeln.
Ab 1726 wirkte Christofori als Cellist in der Kasseler Hofkapelle, bis zum Tode des Landgrafen Karls. 1730 wechselte er dann als Cammer-Musicus und Violoncellist in die Eisenacher Hofkapelle. Sowohl in Kassel als auch in Eisenach trat er zudem als Maler in Erscheinung. Er könnte das heute verschollene Porträt Anna Magdalena Bachs, der Ehefrau von Johann Sebastian Bach, geschaffen haben, das sich im Nachlass ihres Stiefsohns Carl Philipp Emanuel Bach befand.
Zum Jahreswechsel 1733/34 konvertierte er zum lutherischen Bekenntnis. Johann Bernhard Bach war der Pate seines dritten, 1734 geborenen Sohnes. 